# Alsóvidra
Alsóvidra (románul: Vidra) falu Romániában, Erdélyben, Fehér megyében, az azonos nevű község központja.

## Fekvése
Az Erdélyi-szigethegységben, a Mócvidéken, Topánfalvától nyugatra, a Kis-Aranyos bal partján, Aranyosponor és Felsővidra között fekvő település.

## Története
A falu nevét 1595-ben említette először oklevél Vidra alakban.
1760–1762 között KisAranyos, 1808-ban Aranyos aliis Aranyas (Kis-) h., Vidrá val, 1854-ben AlsóVidra, Vidra de Jos, 1861-ben Kis-Aranyas, Alsó-Vidra, 1913-ban Alsóvidra néven írták.
A trianoni békeszerződés előtt Torda-Aranyos vármegye Topánfalvi járásához tartozott.
1910-ben 2674 lakosából 2671 fő román, 3 fő magyar nemzetiségű  volt. A lakosságból 2665 görögkeleti ortodox volt. Később számos falu levált róla.
A település híres móc népi építészetéről, kézműiparáról, fafeldolgozásáról.
A 2002-es népszámláláskor 51 lakosa közül mindenki román volt.

## Nevezetességek
- Móc építészeti emlékek.
- Görögkeleti ortodox fatemploma a 18. században épült.